# Alsterniederung
Alsterniederung este o arie protejată (arie de protecție specială avifaunistică — SPA) din Germania întinsă pe o suprafață de 909 ha, integral pe uscat.

## Localizare
Centrul sitului Alsterniederung este situat la coordonatele 53°47′43″N 10°11′00″E / 53.7953°N 10.1833°E.

## Înființare
Situl Alsterniederung a fost declarat arie de protecție specială avifaunistică în septembrie 2004 pentru a proteja 11 specii de animale.

## Biodiversitate
Situată în ecoregiunea atlantică, aria protejată nu include niciun habitat protejat.
La baza desemnării sitului se află mai multe specii protejate de  păsări (11): ciocârlie-de-câmp (Alauda arvensis), fâsă de luncă (Anthus pratensis), erete de stuf (Circus aeruginosus), prepeliță (Coturnix coturnix), cristeiul de câmp (Crex crex), muscar negru (Ficedula hypoleuca), Grus grus grus, sfrâncioc roșiatic (Lanius collurio), Numenius arquata arquata, mărăcinar (Saxicola rubetra), nagâț (Vanellus vanellus).